# Edgar Cotto
Edgar Aroldo Cotto González (Asunción Mita, 27 gennaio 1984) è un ex calciatore guatemalteco, di ruolo centrocampista.